# Kumköy, Eceabat
Kumköy là một xã thuộc huyện Eceabat, tỉnh Çanakkale, Thổ Nhĩ Kỳ. Dân số thời điểm năm 2011 là 356 người.